# ボスニア・ヘルツェゴビナ文学
ボスニア・ヘルツェゴビナ文学（ボスニア ヘルツェゴビナぶんがく、ボスニア語:Bosanskohercegovačka književnost）は、ボスニア・ヘルツェゴビナの作家やボスニア・ヘルツェゴビナにルーツを持つ作家による文芸作品および文学研究を指す。バルカン半島に位置するボスニア・ヘルツェゴビナの文化は、南スラヴ人の文化、キリスト教文化、イスラーム文化、ユダヤ文化が重なり合って形成されている。多様性は言語にも表れており、歴史的にはボスニア語やセルビア・クロアチア語をはじめとしてトルコ語、アラビア語、ペルシア語の作品があり、近年では英語やドイツ語でも執筆されている。書き言葉においてはキリル文字、アラビア文字、ラテン文字が使われてきた。本項目では、歴史的に密接な関係があるセルビア、クロアチア、ツルナ・ゴーラの作家や作品についても言及する。
さまざまな民族や宗教に加えて政治の変遷も影響を及ぼし、時代によって作家の姿勢や作品への賛否も変化している。20世紀以降は多民族国家ユーゴスラヴィアとしての価値観と、ユーゴスラヴィア崩壊の体験や社会の変化、その後の人生が重要なテーマとなっている。

## 歴史

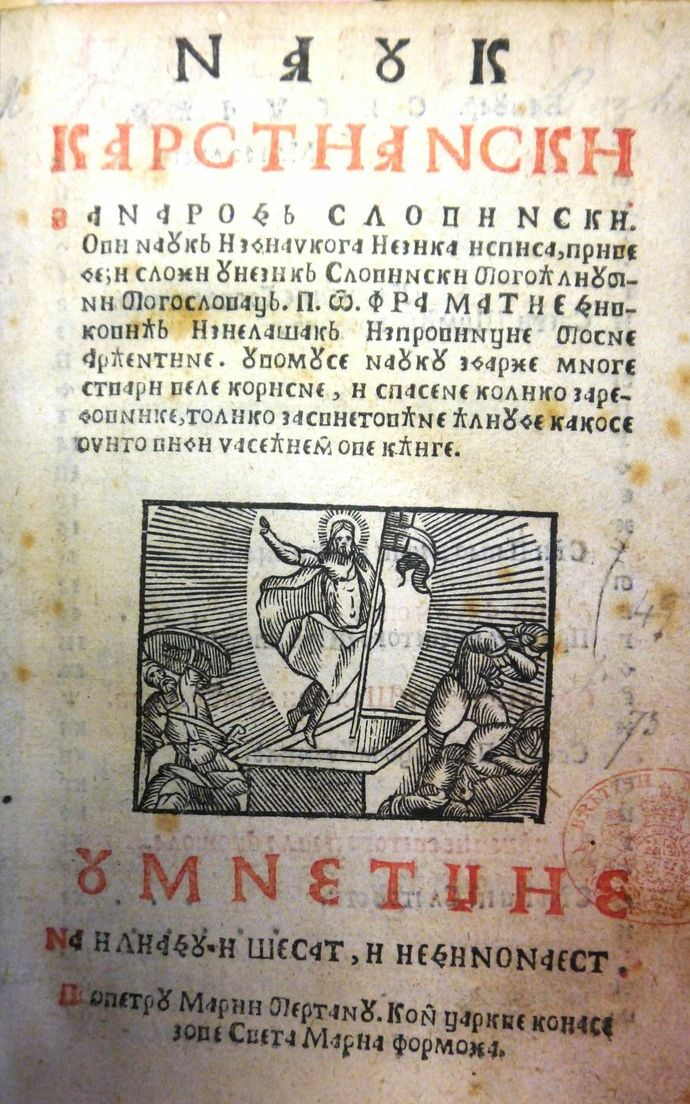
修道士ディヴコヴィチによる『スラヴ民族のためのキリスト教教理』

ボスニア・ヘルツェゴビナ文学の歴史には複数の流れがあり、中世から近代にかけてはフランチェスコ会、イスラーム、ギリシャ正教の影響下で創作が進められた。

### 中世
中世ではローマ・カトリックの影響下にあり、12世紀から世襲の統治者である総督が治め、総督領からボスニア王国に改編された。他の宗教としてギリシャ正教とボスニア教会があった。ステチュツィと呼ばれる彫刻をした石の墓碑が多数作られ、ボスニア教会の信者を中心としてカトリック教徒や正教徒も埋葬された。13世紀にはフランチェスコ会がボスニアで活動を始め、ボスニア出身のフランチェスコ会修道士マティヤ・ディヴコヴィチは民衆に語りかけるために地元のシュト方言を使い、聖職者向けの本として『スラヴ民族のためのキリスト教教理』（1611年）をヴェネツィア共和国で印刷した。5年後には民衆向けの教理集も発行され、ボスニア・ヘルツェゴビナだけでなくダルマツィアでも読まれた。これらの書物によってディヴコヴィチはボスニア文学の祖とも呼ばれている。

### オスマン帝国
オスマン帝国は15世紀から400年にわたってボスニア・ヘルツェゴビナを統治した。この時代にボスニア・ヘルツェゴビナにイスラーム文化が伝わった。きっかけとなったコソヴォの戦いでキリスト教徒の軍はオスマン帝国に敗北し、以後はオスマン帝国がバルカン半島に進出を続けた。この戦いがもとで、南スラヴ諸民族の間では英雄叙事詩が作られるようになった。また、イベリア半島のレコンキスタによって追放されたユダヤ教徒の中にはオスマン帝国に逃れる者がいて、サラエヴォに移住したユダヤ教徒もいた。細密画が描かれた中世ヘブライ語で最古の写本の一つである『サラエヴォ・ハガダー』は、イベリア半島から来たユダヤ教徒が持ち込んだとされる。
オスマン帝国のエリートは、オスマン語、アラビア語、ペルシア語の3言語に通じていることが賞賛された。イスラーム文化の影響を受けたボスニア・ヘルツェゴビナでも3言語で創作が行われ、17世紀にはアラビア文字で表記するボスニア語も使われた。17世紀の旅行家エヴリヤ・チェレビーは、サラエヴォの住民がボスニア語、トルコ語、セルビア語、ラテン語、クロアチア語、ブルガリア語を話すと記録している。ギリシャ正教においては、ボスニア南部出身のニチフォル・ドゥチッチがセルビアとフランスで教育を受け、修道院についての著述を残した。また、ツルナ・ゴーラの主教でもあったペタル二世ペトロビッチ＝ニェゴシュの作品を見出した。

### ハプスブルク帝国
露土戦争を終結させるためのベルリン会議（1878年）によって、ヨーロッパ諸国から委任されたハプスブルク帝国がボスニア・ヘルツェゴビナを統治した。バルカン半島でキリスト教が優勢な地域はイスラーム文化が目立たなくなっていったが、イスラームが優勢だったボスニア・ヘルツェゴビナでは独自の文化が保持された。
委任統治時代には、ボスニア語を公用語とする最初の政策が試みられた。ハプスブルク帝国の公用語のドイツ語とマジャール語は、領地ではないボスニア・ヘルツェゴビナには強制できず、オスマン語も使用できないため、ボスニア語が選ばれた。しかしその名称や政策は支持を得られず、ボスニア語はセルビア・クロアチア語と呼ばれることになった。オスマン統治下での住民は宗教によって分けられていたが、ハプスブルク統治下では民族化が進み、正教徒はセルビア人、カトリック教徒はクロアチア人としての帰属意識を持つようになった。セルビア人とクロアチア人の政治的な発言が高まる中で、ボスニア・ヘルツェゴビナのムスリムは国家の構成民族として認められず、政治的に弱い立場に置かれた。この傾向は第二次世界大戦後まで続いた。他方で民族の言語が同一であるという認識も広まり、ウィーン文語協定（1850年）をきっかけとしてセルビア人、クロアチア人、ボスニア・ヘルツェゴビナのムスリム、ツルナ・ゴーラ人は標準語の共有が進んだ。ボスニア・ヘルツェゴビナではアイデンティティの探求や独立がテーマとなり、別個の背景をもつ伝統が合流して文化サークルが形成され、雑誌の創刊が相次いだ。

### ユーゴスラヴィア王国、ユーゴスラヴィア連邦
第一次世界大戦後のボスニア・ヘルツェゴビナはユーゴスラヴィア王国の領土となり、南スラヴの文化的統一を目的とした文芸が盛んになった。第二次世界大戦後はユーゴスラヴィア社会主義連邦共和国の構成国ボスニア・ヘルツェゴビナ社会主義共和国となり、パルチザンをテーマとする作品が増えた。ユーゴスラヴィア連邦では、それまで法的な構成民族ではなかったムスリムがムスリム人として定義され、セルビア人やクロアチア人と同様に固有のエスニック・グループとして認められるようになった。近代文学の作家らはボスニアの紙幣に肖像が用いられており、文学がボスニアのアイデンティティに与えた影響を表している。1961年にはイヴォ・アンドリッチがノーベル文学賞を受賞し、ユーゴスラヴィア文学の価値が国際的に認められた。他方で、連邦を統合していたヨシップ・ブロズ・チトーが死去した1980年代から各共和国の民族主義者が対立を始め、ユーゴスラヴィア文化は形骸化していった。

### 連邦解体、独立
ユーゴスラビアの崩壊によって、ボスニア・ヘルツェゴビナはボシュニャク人（ムスリム人）、クロアチア人、セルビア人の3つの民族主義者が対立してボスニア・ヘルツェゴビナ紛争が起きた。首都サラエヴォはセルビア人勢力による包囲攻撃を1992年から1996年まで受け、サラエヴォ包囲と呼ばれた。包囲の最中もサラエヴォでは文化的な営みや創作が行われ、メインストリートの劇場では演劇も上演された。ボシュニャク人とボスニア語は、紛争中の1994年にボスニア・ヘルツェゴビナ連邦の憲法草案で明記された。
紛争はデイトン合意によって終結したが、国内の権力はボスニア・ヘルツェゴビナ連邦とスルプスカ共和国に分権化した。移民や難民が増え、多数の作家が国外に去った。作品のテーマにはユーゴスラヴィア崩壊にまつわる体験、紛争の傷跡などが増え、移住先の土地の言語でも執筆が続けられている。

## 言語、地理

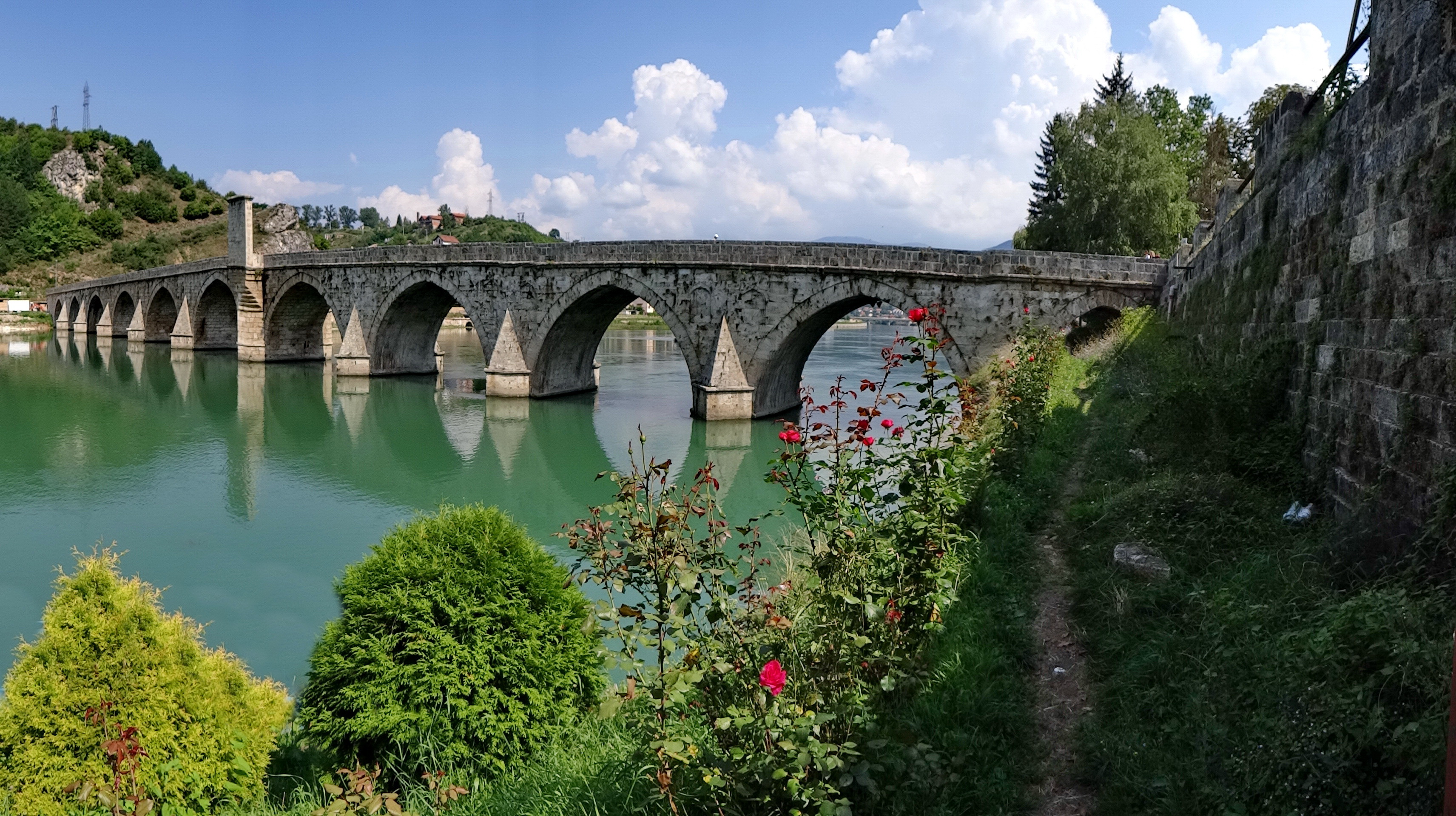
アンドリッチの小説『ドリナの橋』の題材となったソコルル・メフメト・パシャ橋

ボスニア・ヘルツェゴビナは、セルビア、クロアチア、ツルナ・ゴーラと国境を接している。周辺地域とは言語面で共通点をもち、ボスニア・ヘルツェゴビナの公用語はボスニア語、セルビア語、クロアチア語となっている。ボスニア語とはボシュニャク人（ムスリム人）が母語とする言語を指し、旧ユーゴスラヴィアで使われていたセルビア・クロアチア語が、連邦崩壊によってボスニア語、クロアチア語、セルビア語、ツルナ・ゴーラ語に分裂した経緯がある。これらの言語は口語においてはほぼ同一で相互理解可能な言語だが、1990年代以降は相違点を強調する政策が進められている。歴史的には、ボスニア語やセルビア・クロアチア語の他にトルコ語、ペルシア語、アラビア語でも創作が行われてきた。
書き言葉は、スラヴ人が国家を建設してから15世紀までは主にキリル文字が使われ、オスマン帝国時代になるとアラビア文字で表記するアレビツァ（アリャミヤド）も使われた。オスマン帝国末期からはセルビアからキリル文字の書籍が入り、ハプスブルク帝国時代にラテン文字とキリル文字が使われて正書法や言語政策が整備された。独立後のボスニア語とクロアチア語はラテン文字で表記され、セルビア語はキリル文字で表記されている。ボスニア語の正書法は、セルビア・クロアチア語とほぼ同一となる。
ユーゴスラヴィア連邦の縮図とも言われたボスニア ・ヘルツェゴビナは多民族社会であり、国名の由来となる民族がなく「ボスニア民族」は存在しない。連邦時代は特定の民族に属さない人々を制度的・日常的に保障していた。イスラーム、セルビア正教、カトリック、ユダヤ教など異なる宗教が日常的に交流・協同をしており、20世紀にいたるまでは宗教対立や宗教的迫害はほぼ起きなかった。そのため複数の民族的なルーツを持つ作家も珍しくない。
しかしユーゴスラヴィア崩壊と紛争によって状況が変わった。紛争を終結させたデイトン合意にもとづくボスニア・ヘルツェゴビナ憲法では、ボシュニャク人、クロアチア人、セルビア人の3民族が主要民族と定義され、多様性が切り捨てられた。さらに民族ごとに基盤となる地域が定められ、ボスニア・ヘルツェゴビナ連邦はボシュニャク人とクロアチア人、スルプスカ共和国はセルビア人の基盤となった。こうした分権化のために歴史認識の共有が困難になっている。ロマやユダヤ人などのマイノリティに被選挙権を認めない差別もあり、EU加盟の障害になっている。他方で民族を越えた市民運動やメディアも活動し、和解の試みが続けられている。
旧ユーゴスラヴィア時代の経済移民や1990年代の紛争が原因で国外へ出た人々は多い。政府保安省によれば、国外で暮らす人口は2018時点で約200万人となり全人口の56.6％にあたる。国外での体験や望郷、そして故郷へ帰った時の心境などは、紛争以後の文芸作品のテーマにもなっている。

## 作品形式とテーマ

### 詩歌

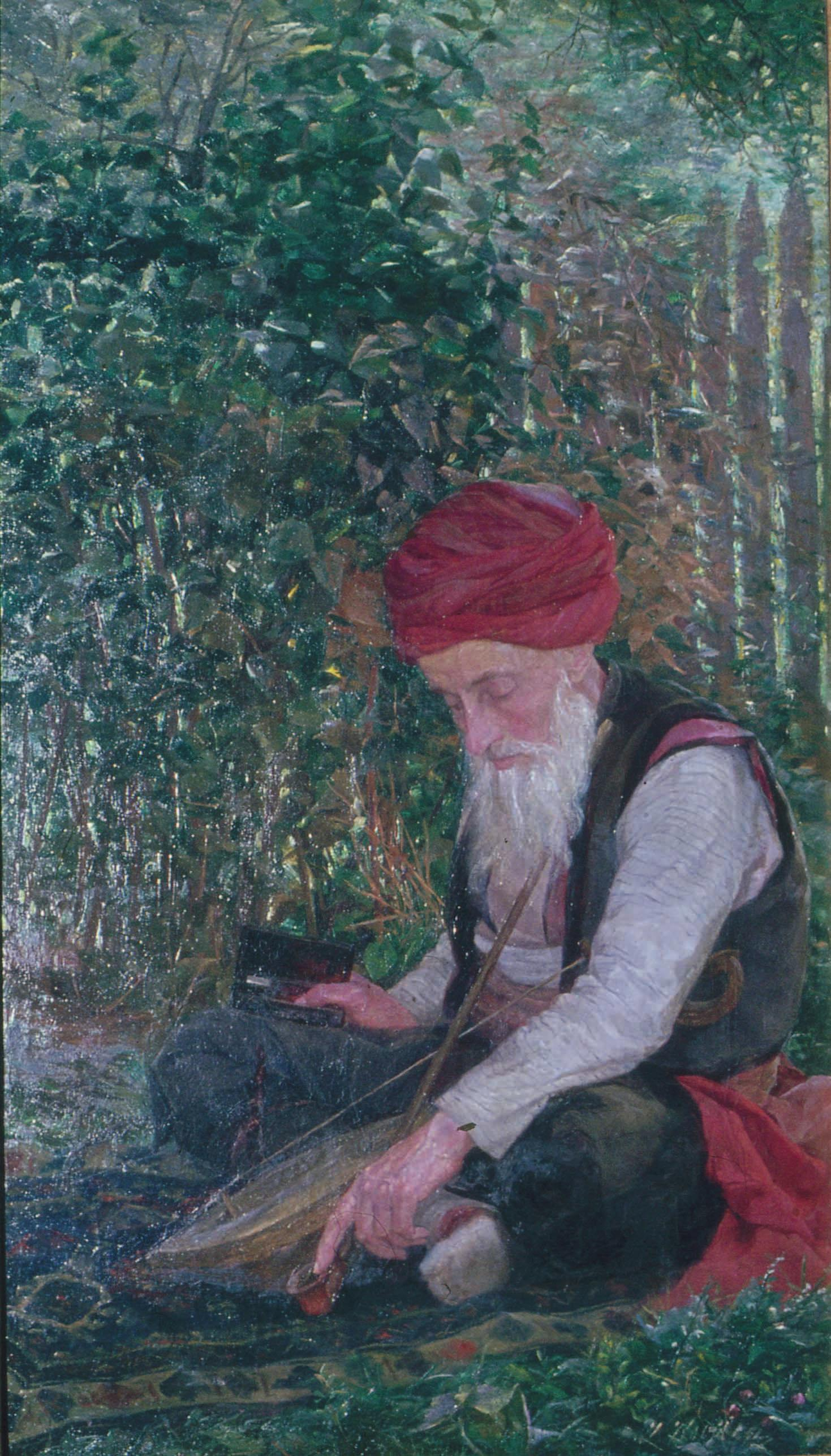
イヴァナ・コビルツァ画「グスレを弾くボシュニャク人」。吟遊詩人によって叙事詩が謳われた

南スラヴの英雄叙事詩は、コソヴォの戦い以降のオスマン帝国の征服と統治の歴史に沿って各地で作られた。ボスニア・ヘルツェゴビナにおけるムスリムの英雄叙事詩もこの流れに含まれる。キリスト教徒側の叙事詩が敗北による死の悼みが中心となるのに対して、ムスリムの叙事詩は勝利や武勲が中心となっている。ボシュニャク人の叙事詩の最古の記録は、16世紀のスロヴェニア人のベネディクト・クリペシッチの『旅行記』にあり、マルコシッチという人物の活躍を謳う詩について書かれている。アーシュクと呼ばれる吟遊詩人たちは叙事詩、山賊や義賊の歌、哀歌を詠った。16世紀のムスリムの陣地では武勲詩の伝統があり、キリスト教徒の吟遊詩人も受け入れられてムスリムの聴衆のための叙事詩も歌った。キリスト教徒の伝承に登場するマルコ・クラリェヴィチに相似する人物として、ムスリムの伝承に登場するアリヤ・ジェルゼレズがいる。オスマン帝国時代のサラエヴォ出身の詩人では、ハサン・カイミヤがボスニア語とトルコ語を使い、デルヴィシュ・パシャ・バィエジダギッチはトルコ語とペルシア語を使った。フェヴズィヤ・モスタラツは、ペルシア語の散文詩『サヨナキドリの庭』を書いた。記録に残るボスニア最古の女性詩人Umihana Čuvidinaは、オスマン帝国時代のサラエヴォ出身で詳しい生涯は知られていない。1813年に戦死した婚約者を悼む叙事詩をアラビア文字で詠っている。

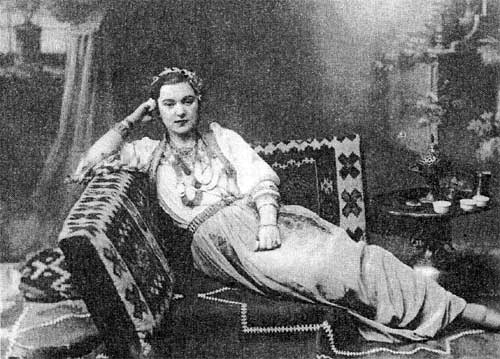
記録にあるボスニア最古の女性作家Umihana Čuvidina

1780年代にはTurçija（トルコ歌謡）と呼ばれる歌が流行し、貴族の青年の宴会で歌われた。Turçijaはボスニアの上流社会ではセヴダリンカと呼ばれる恋歌・艶歌として発展した。セヴダリンカという語は、トルコ語で愛を意味するセヴダ（sevda）が土着の言葉となって定着したもので「愛の歌」を意味する。セヴダリンカは19世紀から20世紀前半のロマン主義のもとで多く創作され、セヴダリンカを盛り立てた詩人としてセルビア系詩人アレクサ・シャンティチがいる。シャンティチは愛、社会、愛国心などをテーマとして、近所のムスリムの少女を詠った『エミナ』が特に人気を呼んだ。セヴダリンカはポピュラー音楽となり、1970年代を頂点としてユーゴスラヴィアで人気を集め、ムスリムの多いボスニア・ヘルツェゴビナが中心となった。
ヨヴァン・ドゥチッチはモスタルで教師をしながら詩作を続け、1915年にはイギリスの雑誌『ニュー・エイジ』に英訳も掲載された。セルビアの外交官としても働いたが、ナチス・ドイツのユーゴスラビア侵攻が起きてアメリカへ亡命し、客死している。マック・ディズダルは中世ボスニアのムスリムへの関心を結実させた詩集『石の眠り人』（1968年）を発表した。本作品では中世の墓碑であるステチュツィが舞台となり、詩人が墓碑の下で眠るボスニア教会の信者や異端狩りと対話を繰り広げる。

### 小説

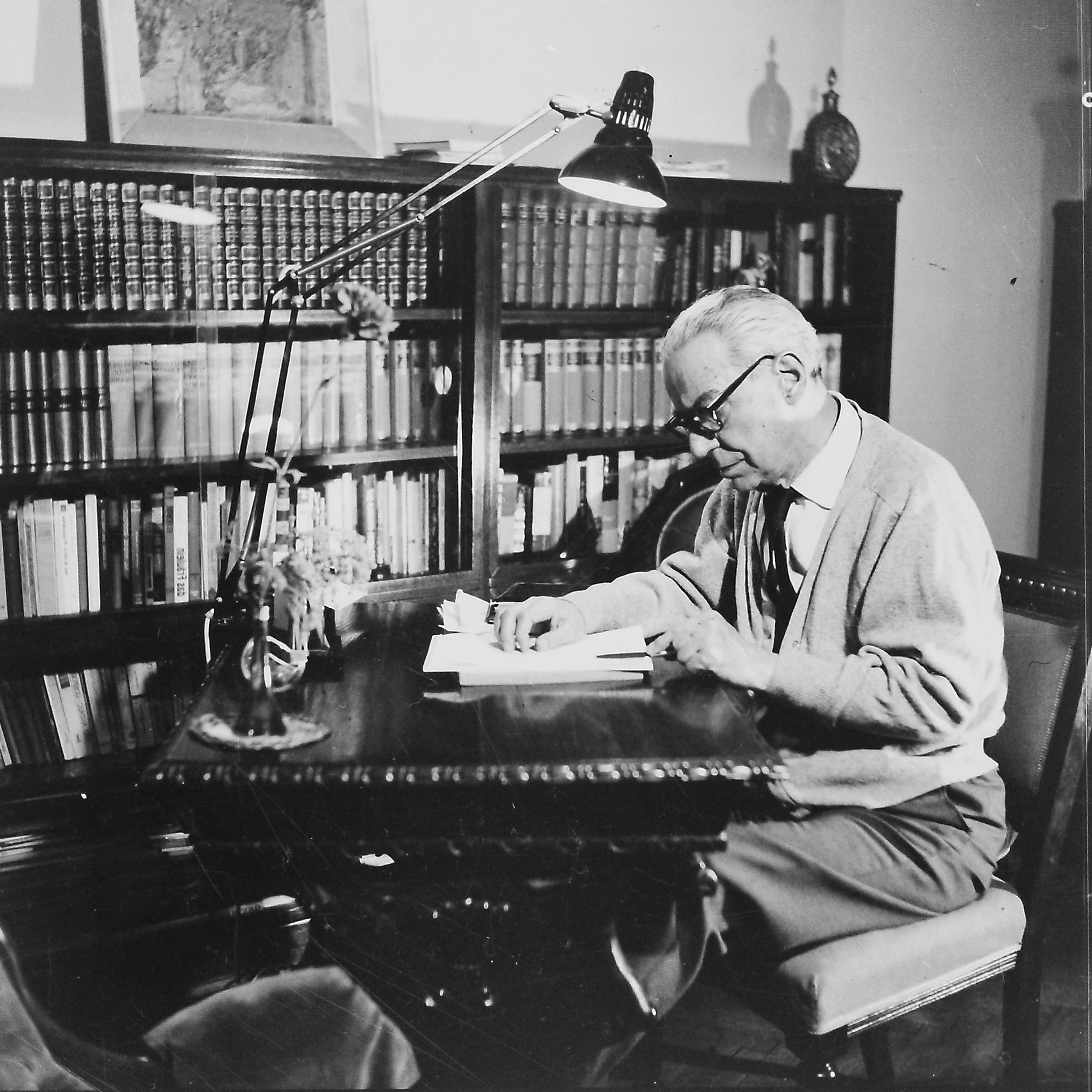
イヴォ・アンドリッチ

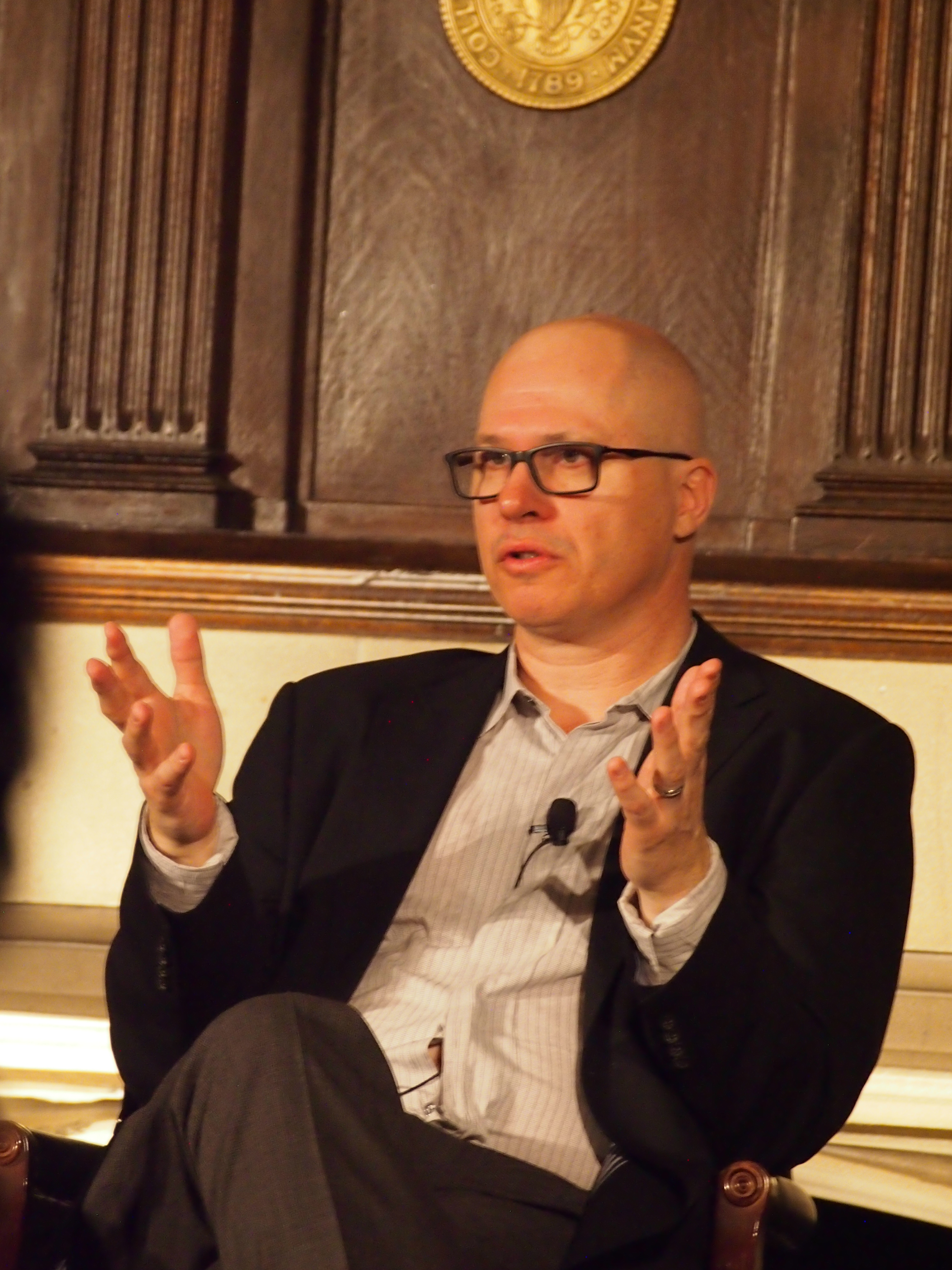
アレクサンダル・ヘモン

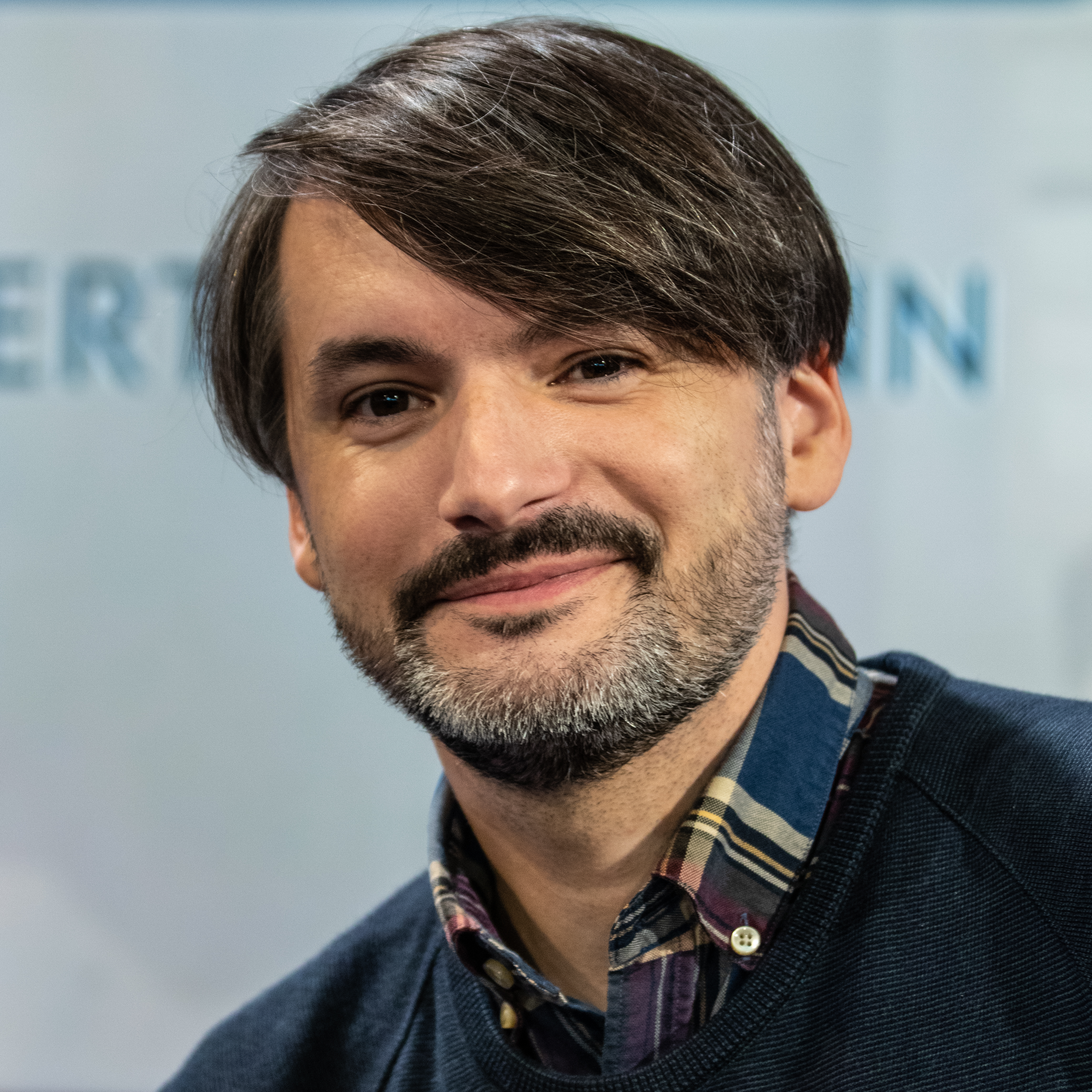
サーシャ・スタニシチ

イヴォ・アンドリッチはユーゴスラヴィア王国の外務省で働きながら文筆活動を行い、ナチス・ドイツ占領下のベオグラードで長編を完成させ、1945年に『ドリナの橋』『ボスニア物語』『サラエヴォの女』を相次いで発表した。『ドリナの橋』は、ドリナ川にかかるソコルル・メフメト・パシャ橋を舞台に歴史の移り変わりを描いた。オスマン帝国時代のボスニアで徴用されて宰相となったソコルル・メフメト・パシャが橋の建設を命じ、さまざまな出来事が橋によって生み出される。工事に駆り出されて苦労する住民、工事の妨害をして処刑されるキリスト教徒、婚礼の日に橋から身投げする少女、洪水で助け合うムスリム・正教徒・ユダヤ教徒などが登場し、第一次世界大戦によって橋は爆破される。2つの世界大戦を通じて創作を続けたアンドリッチはノーベル文学賞を受賞し、多民族国家ユーゴスラヴィアの文学を象徴する作家となった。
メシャ・セリモヴィッチは『修道師と死』（1966年）でオスマン帝国時代のスーフィーの導師を主人公として、ボスニアの錯綜した状況と細やかな心理描写を一人称で語った。家族を助けて世俗に戻るか、神の秩序に従って家族を見捨てるかの選択に迫られる主人公の物語は反響を呼んだ。セリモヴィッチの作品が発表された時代は、多民族国家としてのユーゴスラヴィアがムスリムの存在を認める途上にあり、イスラーム文化と西欧文化の交差が描かれている。
ジェヴァド・カラハサンはサラエヴォとグラーツで執筆や演劇の活動を行い、作品はドイツ語を中心にヨーロッパで翻訳されている。カラハサンの『1993年の手紙』（1996年）は、アンドリッチの『1920年の手紙』（1920年）をもとにしており、アンドリッチが「憎悪」をキーワードにボスニアを表現したのに対して対話や信頼によるボスニアを描いている。ユーゴスラヴィア紛争時代を舞台として、アンドリッチの小説の登場人物を使いながら、アンドリッチとは異なる多様な価値観を体現させた。旧ユーゴスラヴィア時代出身のカラハサンにとってボスニアは多様性と共生であり、紛争によって破壊された価値観を描いている。
紛争のために国外で暮らす人々によっても創作が続けられている。ジャーナリストでもあるミリェンコ・イェルゴヴィッチはザグレブに暮らし、短編集『サラエヴォ・マールボロ』（1994年）では紛争によって変化する日常を淡々とした筆致で記した。『胡桃の館』（2003年）は2001年で始まり1878年で終わる構成をとり、ドゥブロブニクの一家と3つの戦争を描いている。アレクサンダル・ヘモンはシカゴ滞在時に紛争が起きてサラエヴォに帰れなくなり、さまざま仕事で暮らしながら英語で執筆をした。『ノーホエア・マン』（2002年）や『ラザルス計画』（2008年）では、アメリカ移民として母語ではない英語を使う困難や、紛争による母語の分裂が語られ、ボスニアが失われた故郷として登場する。サーシャ・スタニシチは14歳でドイツに移住してドイツ語で執筆しており、ボスニアを再訪する自伝的作品『兵士はどうやってグラモフォンを修理するか』（2006年）を発表した。主人公が少年だった紛争時代の暮らしや、親族の思い出が語られたあと、帰郷によって語り手の記憶は打ち砕かれる。

### 年代記、ノンフィクション
最初のボスニアの歴史書は、修道士フィリプ・ラストリッチの『ボスニア地方の古代の概説』（1765年）だった。サラエヴォの年代記作者ムラ・ムスタファ・バシェスキヤは18世紀から19世紀のサラエヴォについて記述し、貴重な記録となっている。バシェスキヤは当時のサラエヴォで話されていたトルコ語で執筆しており、流行した詩歌や楽器についても言及がある。
幼少期をサラエヴォ包囲の中で生活したヤスミンコ・ハリロビッチは、同じく包囲中に子供だった人々にEメールで体験を募集し、『ぼくたちは戦場で育った 』として書籍化した。ハリロビッチは子ども戦争博物館の館長を務め、サラエヴォをテーマとしたブログが書籍化されている。その他にもサラエヴォ包囲で少女時代をすごしたズラータ・フィリポヴィッチの日記をまとめた『ズラータの日記』などノンフィクションが出版されている。

### 評論
オスマン帝国時代のフランシスコ会に属した作家のイヴァン・フラニョ・ユキッチは『ボスニアの地理と歴史』（1851年）でボスニアの地理・歴史・宗教についてまとめ、ムスリムであるトルコ人が権力者でキリスト教徒は奴隷であると論じ、オスマン政府によってボスニアから追放された。
ハプスブルク帝国時代には、宗教を越えてボスニア人としての帰属意識を持つためのボスニア主義の政策が進められた。伝統的なイスラームの教育とハプスブルク帝国の教育をともに受けたムスリムの知識人は、ボスニア初のムスリム系文芸誌『べハール』（1900年）や『ビセル』（1912年）で活動をした。『べハール』はオスマン帝国とハプスブルク帝国がボスニア領有をめぐって対立中の時期に創刊された。それまでのボスニア・ヘルツェゴビナでは民族言語によるムスリムの文芸活動がなく、『べハール』は文芸を通したムスリムの精神的進歩を理念とした。イスラームへの理解を深めるためにボスニア語の口語を中心に掲載しつつ、トルコ語やアラビア語の詩や小説の翻訳も行った。『ビセル』はハプスブルク帝国がボスニアを領有した時期に創刊された。『べハール』の編集にも参加したムサ・チャズィム・チャティチが手掛けた雑誌で、ボスニアのムスリムの統一を目指しつつ、セルビア人やクロアチア人との調和を論じた。サフベト・ベグ・バシャギチは『オグレダロ』（1907年）という機関紙を発行してボスニア主義にもとづく論説を書いた。
ユーゴスラヴィア連邦の文化は多文化主義的といわれたが、1960年代からユーゴスラヴィア文化への批判が存在した。当初はスロヴェニア人やクロアチア人、ボスニアのムスリムらによる批判があり、理想に対する疑問や自己規定の難しさが語られた。アンドリッチ作品への批判も1960年代から始まり、移民のための雑誌『ボサンスキ・ポグレディ』の記事は『ドリナの橋』や『ボスニア物語』でムスリムが否定的に扱われていると批判した。ユーゴスラヴィア崩壊と各共和国の独立にともない、国民的作家だったアンドリッチの評価は変化し、各勢力によってアンドリッチは非難や賞賛の対象として利用された。紛争が始まると、ザグレブの書店でアンドリッチは外国文学の棚に置かれ、セルビア側の政治家ラドヴァン・カラジッチはアンドリッチの短編『1920年の手紙』を紛争の正当化に使った。英雄叙事詩の人物を題材としたアンドリッチの『アリヤ・ジェルゼレズの旅』（1920年）は、ムスリムの描写が差別的だとして批判された。ボスニア・ヘルツェゴビナで予定されていたアンドリッチの生誕100年祭は中止となり、教科書からアンドリッチの作品が削除された。アンドリッチの評価については紛争後も論争が続いている。

## 出版、図書館

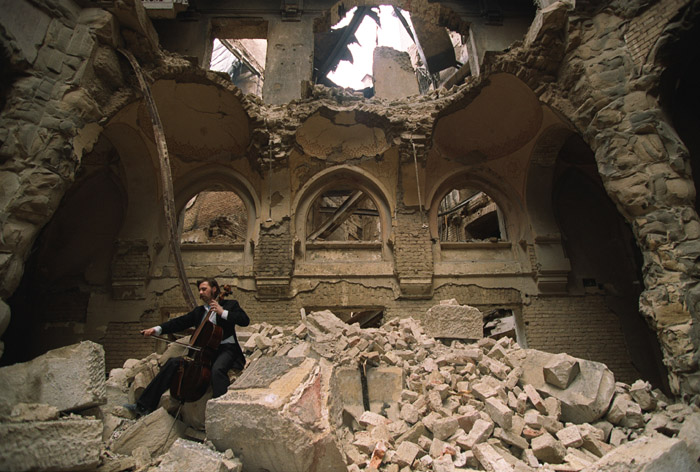
紛争で破壊されたサラエヴォ国立図書館。チェロを演奏するのはヴェドラン・スマイロヴィッチ

### 出版
ボスニア語の印刷物が誕生したのは印刷・出版が盛んだったヴェネツィア共和国であり、ミラノ公国やラグーザ共和国の人々の貢献もあった。初のボスニア語の印刷物は祈祷書『聖母マリアの祈り』（1511年）だった。当時のボスニア語はキリル文字で書かれており、ボスニア・キリル文字と呼ばれた。ボスニア・キリル文字のアルファベット表を初めて印刷してラテン語に音訳したのはパリのギヨーム・ポステルで、3冊目のボスニア語の祈祷書はミラノの印刷者ジョルジオ・ルスコーニが手がけている。これらは全てヴェネツィアで印刷され、祈祷書の監修はラグーザのフラニョ・ミカロヴィッチ・ラトコヴィッチが行った。ヴェネツィアにおけるボスニア語のキリル文字出版はマティヤ・ディヴコヴィチの著作で全盛期を迎え、1716年まで続いた。
ボスニア・ヘルツェゴビナ初の文芸誌は、クロアチア王国のザグレブで1850年に出版された『ボスニアの友』だった。イヴァン・フラニョ・ユキッチがリュデヴィト・ガイの援助を受けて刊行した雑誌で、4巻本の百科事典的な内容となった。ハプスブルク領となった後の1885年に創刊された文芸誌『ボスニアの妖精』は、民族主義とは異なる南スラヴの統一を目標とした。この雑誌の呼びかけに応じて南スラヴ各地の作家が参加し、イヴォ・アンドリッチも最初の作品を発表している。他にも『希望』（1895年）や『あけぼの』（1896年）などの文芸誌が創刊された。『あけぼの』は1896年にアレクサ・シャンティチ、スヴェトザル・チョロヴィチ、ヨヴァン・ドゥチッチらによって創刊され、ボスニア近代文学の中心となった。ハプスブルク帝国時代のムスリムの知識人はムスリム系文芸誌の『べハール』や『ビセル』を発行し、寄稿者たちは各地で講演会を開催した。第一次世界大戦後に建国されたユーゴスラヴィア王国では、文芸誌『プレグレド』が創刊されて文学的風土に影響を与えた。ボスニア・ヘルツェゴビナで伝承されていた叙事詩は、民俗学者でサラエヴォ郷土博物館館長のコスタ・ヘルマン（1850-1921）が中心となって75篇を編纂し、郷土博物館で出版された。
ユーゴスラヴィア連邦の時代には共和国で文字使用の平等化が進められ、ラテン文字とキリル文字は新聞紙や教科書で同等に扱われた。紛争後は政府の分権化と各言語の独自化の試みが進められたため、各共和国の知識人を中心として「共通言語に関する宣言」（2017年）が出され、多極的な共通言語を持つための呼びかけが行われた。

### 図書館

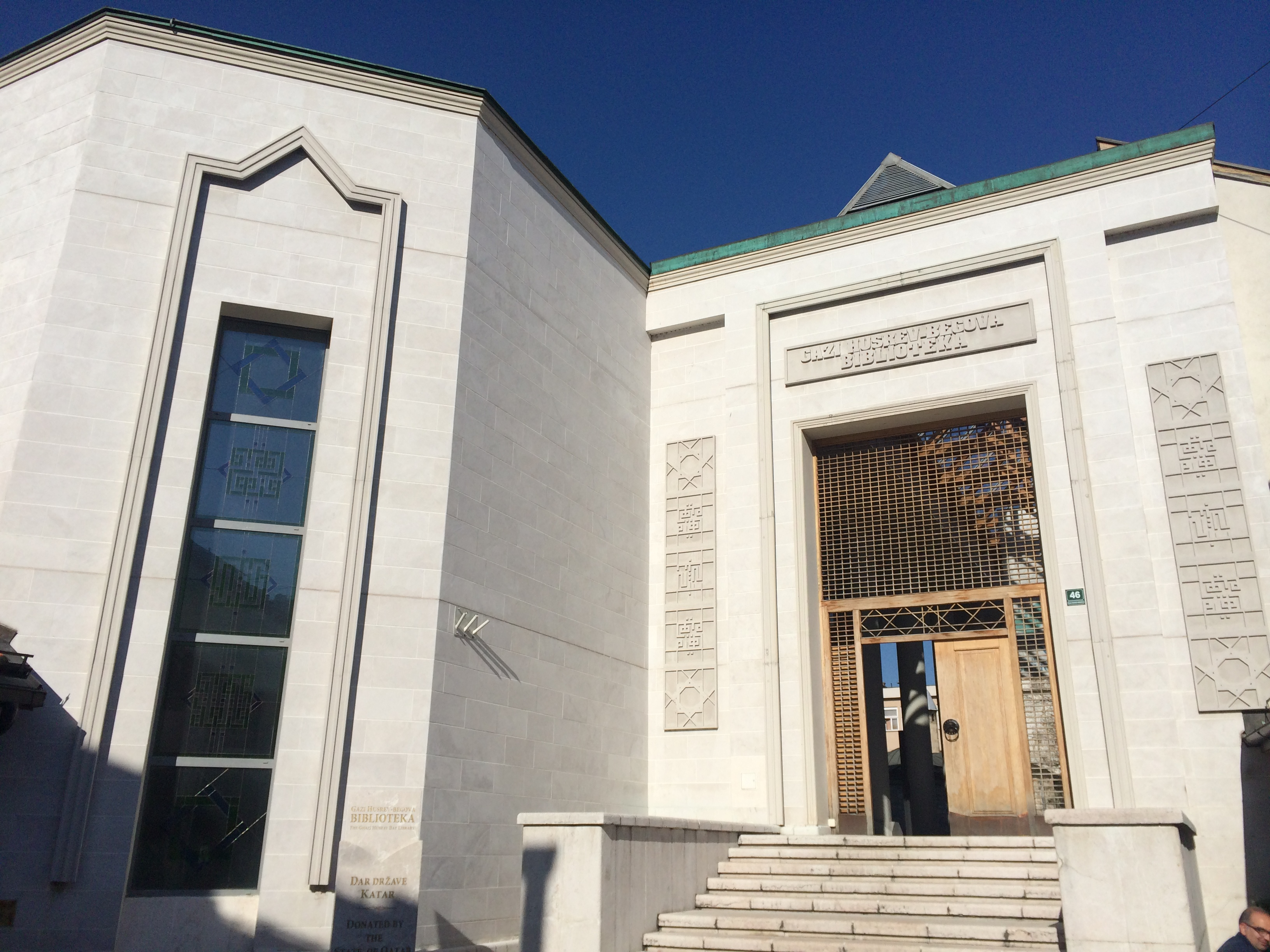
ボスニア最古の由来を持つガーズィ・ヒュスレヴ・ベイ図書館。国立図書館とともに2014年に新たに開館した

ボスニア最古の図書館として、オスマン帝国時代の1537年に設立されたガーズィ・ヒュスレヴ・ベイ図書館がある。ボスニア県知事のガーズィ・ヒュスレヴ・ベイがワクフ制度によってメドレセと併設の図書館を建設したことに発祥する。1888年にはサラエヴォでワクフによって読書施設のキラエタナ（Kiraethana）が設立され、各都市に広まった。ムスリムが発行する文芸誌はキラエタナにも置かれるようになった。1950年にサラエヴォ東方研究所が設立され、バルカン半島におけるイスラーム史・オスマン帝国史の研究の中心地となった。東方研究所には11世紀以降のボスニア語、アラビア語、トルコ語、ペルシア語の手稿史料、20万点以上のオスマン帝国関連史料、図書や定期刊行物が所蔵された。
サラエヴォ国立図書館は、1992年8月にセルビア人武装勢力の攻撃を受けて200万点の資料が焼失した。サラエヴォ東方研究所は99%の資料が焼失し、5263点の写本が失われた。モスタル東部のヘルツェゴビナ図書館でも10％の文書が損失した。東方研究所の焼失を受けて、ガーズィ・ヒュスレヴ・ベイ図書館では写本史料を8箇所に分けて保管した。公刊物はツァレヴァ・モスクへ移し、貴重な500点の写本は銀行の金庫へ運び、ほぼ全ての史料が無事だった。その後、国立図書館やガーズィ・ヒュスレヴ・ベイ図書館は修復されて2014年に再開した。近代化されたガーズィ・ヒュスレヴ・ベイ図書館はバルカン地域で最大級の図書館の1つで、収蔵資料は約10万点あり、そのうち10,050点以上が写本資料で内容はイスラーム科学、イスラーム哲学、アラビア数学、歴史、薬学、文学、天文学などがある。

## 主な著作家
以下の一覧は、上畑 (2019)、奥 (2019)、栗原 (2001)、三谷 (2013)、米岡 (2009)を主に参照して作成。
- マティヤ・ディヴコヴィチ（ボスニア語版）（1563年-1631年）
- デルヴィシュ・パシャ・バィエジダギッチ（ボスニア語版）（生年不明-1603年）
- ハサン・カイミヤ（ボスニア語版）（1625年-1691年）
- ムラ・ムスタファ・バシェスキヤ（ボスニア語版）（1731年-1809年）
- シーマ・ミルティノビッチ（ボスニア語版）（1791年-1847年）
- フェヴズィヤ・モスタラツ（ボスニア語版）（1794年-1870年） - 『サヨナキドリの庭』
- Umihana Čuvidina（1794年-1870年）
- イヴァン・フラニョ・ユキッチ（ボスニア語版）（1818年-1857年）
- アレクサ・シャンティチ（ボスニア語版）（1868年-1924年）
- ヨヴァン・ドゥチッチ（ボスニア語版）（1872年-1943年）
- スヴェトザル・チョロヴィチ（ボスニア語版）（1875年-1919年）
- イヴォ・アンドリッチ（1892年-1975年） - 『ドリナの橋』『ボスニア物語』『サラエヴォの女』（1945年）
- メシャ・セリモヴィッチ（ボスニア語版）（1910年-1982年） - 『修道師と死』（1966年）
- フェイズラフ・ハジバイリッチ（1913年-1990年）
- マック・ディズダル（ボスニア語版）（1917年-1971年） - 『石の眠り人』（1968年）
- ジェヴァド・カラハサン（ボスニア語版）（1953年-2023年） - 『1993年の手紙』
- アレクサンダル・ヘモン（1964年-） - 『ノーホエア・マン』（2002年）
- ミリェンコ・イェルゴヴィッチ（ボスニア語版）（1966年-） - 『サラエヴォ・マールボロ』（1994年）
- Aleksandra Čvorović（1976年-）
- サーシャ・スタニシチ（ボスニア語版）（1978年-）- 『兵士はどうやってグラモフォンを修理するか』（2006年）
- レイラ・カラムイッチ（1980年-）